# فونتانيلاتو
فونتانيلاتو (بالإيطالية: Fontanellato)‏ هي بلدية في مقاطعة بارما في إقليم إميليا رومانيا الإيطالي.

## السكان
في سنة 1861 بلغ عدد السكان 5٬628 نسمة، وتطور العدد ليصل في سنة 2011 لـ 6٬963 نسمة.
يظهر هذا المخطط البياني تطور النمو السكاني لـ فونتانيلاتو

## توأمة
لفونتانيلاتو اتفاقيات توأمة مع كل من:
- بلدية فالشوبنغ (2004 - )[6]
- Kißlegg [الإنجليزية]‏
- مدينة ولز